# Công ty Đông Ấn Anh
Công ty Đông Ấn (tiếng Anh: East India Company) hay còn được gọi bằng những cái tên khác như Công ty thương mại Đông Ấn (tiếng Anh: East India Trading Company), Công ty Đông Ấn Anh (tiếng Anh: English East India Company) và, sau Đạo luật Liên minh nó mang tên là Công ty Đông Ấn Anh Quốc (tiếng Anh: British East India Company) là một trong những công ty cổ phần đầu tiên của nước Anh  nó được thành lập ban đầu nhằm mục đích thương mại với Đông Ấn, nhưng thực ra nó chỉ giao dịch chủ yếu với tiểu lục địa Ấn Độ và Trung Quốc. Công ty được Hoàng gia Anh cấp giấy phép dưới cái tên Governor and Company of Merchants of London Trading into the East Indies (tạm dịch: Thống đốc và Công ty thương mại của London tới Đông Ấn) bởi nữ hoàng Elizabeth ngày 31 tháng 12 năm 1600, làm cho nó trở thành công ty thương mại Đông Ấn lâu đời nhất so với một số công ty tương tự ở Châu Âu, lớn nhất trong số đó là Công ty Đông Ấn Hà Lan. Sau khi một công ty đối thủ Anh thách thức sự độc quyền của mình trong cuối thế kỷ 17, hai công ty sáp nhập năm 1708 để hình thành United Company of Merchants of England Trading to the East Indies (tạm dịch: Liên hiệp Công ty thương gia Thương mại Anh đến Đông Ấn), thường gọi là Công ty danh dự Đông Ấn (tiếng Anh: Honourable East India Company) và viết tắt là HEIC; gọi tắt thông dụng là Công ty John (tiếng Anh: John Company) và tại Ấn Độ được gọi là Công ty Bahadur (tiếng Anh: Bahadur Company, tiếng Hindu là bahādur "nhà cầm quyền")
Công ty Đông Ấn giao dịch chủ yếu bông, lụa, nhuộm chàm, tiêu, trà và thuốc phiện. Công ty cũng đã cai trị một khu vực rộng lớn của Ấn Độ, thực hiện sức mạnh quân sự và giả thiết các chức năng hành chính, dần dần, theo đuổi thương mại của mình; nó có hiệu quả chức năng như một Tập đoàn lớn. Công ty cai trị ở Ấn Độ (tiếng Anh: Company rule in India), có hiệu quả từ năm 1757 sau trận Plassey, kéo dài cho đến năm 1858, sau những sự kiện của cuộc nổi dậy Ấn Độ năm 1857, và theo Đạo luật Chính phủ Ấn Độ 1858, Hoàng gia Anh đã thừa nhận sự cai quản trực tiếp của Ấn Độ tại thuộc địa British Raj (tạm dịch: Ấn Độ thuộc Anh) của mình. Công ty giải thể vào ngày 1 tháng 1 năm 1874.